# 文化街道 (商丘市)
文化街道，是中华人民共和国河南省商丘市睢阳区下辖的一个乡镇级行政单位。

## 行政区划
文化街道下辖以下地区：
商桐社区、振华社区、教育新村社区、市一院社区、平原社区、星光社区、农校社区、赵庄村、代庄村和潘洼村。